# Portrait of Britain
Portrait of Britain è un concorso annuale di ritratto fotografico britannico organizzato dal British Journal of Photography.

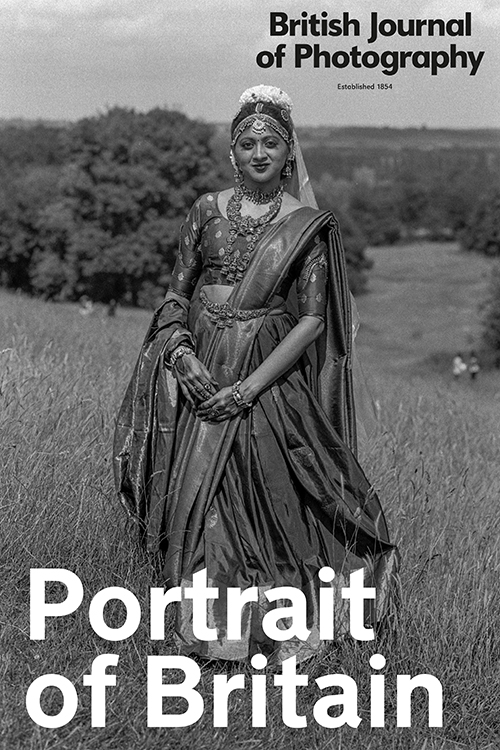
Ritratto selezionato dal concorso 2023

## Storia
Il concorso nasce nel 2016 in parte ispirato dalla Brexit tratta le diversità e i cambiamenti dei britannici riflettendo in modo significativo il suo panorama politico e sociale.

## Descrizione
La partecipazione è aperta a chiunque, ma le fotografie devono essere state scattate negli ultimi sei anni e raffigurare soggetti che vivevano nel Regno Unito (Inghilterra, Scozia, Galles e Irlanda del Nord) al momento della fotografia.
I 100 ritratti vincitori vengono visualizzati sugli schermi digitali della società di pubblicità JCDecaux situati nelle stazioni ferroviarie, nei centri commerciali, alle fermate degli autobus e nelle principali vie. 
Dal 2018 è viene pubblicato un libro dal titolo omonimo con 200 ritratti selezionati per ciascun concorso.

## Pubblicazioni
- Portrait of Britain, London, Hoxton Mini Press, 2018. ISBN 978-1-910566-38-1. Con introduzione di Will Self.
- Portrait of Britain: Vol 2, London, Hoxton Mini Press, 2019. ISBN 978-1-910566-54-1. Con introduzione di Ekow Eshun.
- Portrait of Britain: Vol 3, London, Hoxton Mini Press, 2020. ISBN 978-1-910566-77-0. Con introduzione di David Olusoga.
- Portrait of Britain: Vol 4, London, Hoxton Mini Press, 2021. ISBN 978-1-914314-13-1. Con introduzione di Jess Phillips.
- Portrait of Britain: Vol 5, London, Hoxton Mini Press, 2022. Con introduzione di Rachel Segal Hamilton.
- Portrait of Britain: Vol 6, Bluecoat Press, 2023[8]